# Rhyacophila tsudai
Rhyacophila tsudai is een schietmot uit de familie Rhyacophilidae. De soort komt voor in het Palearctisch gebied.